# 庾肩吾
庾 肩吾（ゆ けんご、487年 - 551年）は、南朝梁の官僚・文人。字は子慎、あるいは慎之。本貫は南陽郡新野県。兄は庾黔婁・庾於陵。

## 経歴
司徒主簿の庾易の子として生まれた。8歳で詩を賦すことができ、特に兄の庾於陵に愛された。晋安王蕭綱の下で晋安王常侍を初任とし、宣恵府行参軍に転じた。蕭綱が異動するたびに、肩吾はその府に属して従い、徐摛・陸杲・劉遵・劉孝儀・劉孝威らとともに晋安王麾下の文章の士として知られた。王府中郎や雲麾参軍を歴任し、いずれも記室参軍を兼ねた。
中大通3年（531年）、蕭綱が皇太子となると、肩吾は東宮通事舎人を兼ねた。大同初年、湘東王蕭繹の下で安西録事参軍となり、まもなく本官のまま荊州大中正を兼ねた。中録事諮議参軍・太子率更令・太子中庶子を歴任した。蕭綱が文徳省を開いて学士を置くと、肩吾や子の庾信のほか、徐陵・張長公・傅弘・鮑至らが学士に選ばれた。
太清3年（549年）、簡文帝（蕭綱）が即位すると、肩吾は度支尚書となった。侯景の命により江州に赴き、当陽公蕭大心を説得した。蕭大心が侯景に降ると、肩吾はそのまま東方に逃げた。侯景の部将の宋子仙が会稽を落とすと、肩吾は捕らえられて殺されそうになったが、即興で詩を作るよう宋子仙に求められ、これに応じて直ちに作ると、その詩の出来映えはたいへん美しいものであった。宋子仙に釈放され、建昌県令に任じられた。そのまま間道を通って江陵に逃れ、江州刺史となり、義陽郡太守を兼ねた。武康県侯に封じられ、ほどなく死去した。享年65。散騎常侍・中書令の位を追贈された。文集10巻が当時に通行した。
子に庾信があった。

## 伝記資料
- 『梁書』巻49 列伝第43
- 『南史』巻50 列伝第40